# Ringling Brothers Circus
Ringling Brothers Circus foi uma companhia circense fundada em 1884 em Baraboo, Wisconsin, pelos irmãos da família Ringling: Albert C. (1852–1916), Otto (1858–1911), Alfred T. (1861–1919), Charles (1863–1926), John (1866–1936), e por Henry (1869–1918); e ocasionalmente August G. (1854–1907) também participava. O nome original da família, originária da Alemanha, era Rüngeling.
Filhos do alemão August Rüngeling, um seleiro, os 5 irmãos realizavam esquetes e números de malabarismo em cidades em todo o estado de Wisconsin em 1882.
Em 1907 adquiriu a Barnum & Bailey Greatest Show on Earth, fundindo-os em 1919 para se tornar Ringling Bros e Barnum & Bailey Circus, promovido como O Maior Espetáculo da Terra (The Greatest Show on Earth). Foi em 1919 a estreia oficial de Ringling Bros. and Barnum & Bailey Circus, realizada no Madison Square Garden, Nova Iorque. Na década de 1930, os irmãos Ringling estavam entre os mais famosos empresários americanos, e eram conhecidos em todo o mundo. Em 1967 a empresa foi adquirida pela família Feld, proprietária da Feld Entertainment, atualmente responsável por diversos shows voltados para a família (Disney On Ice e Disney Live!) com apresentações em mais de 70 países, incluindo o Brasil. A partir do momento da aquisição, o circo passou a realizar apresentações em grandes arenas, em produções grandiosas.
Entre os séculos XIX e XX, uma das artistas que compunham parte das atrações nos espetáculos era Mary Ann Bevan, conhecida como "a mulher mais feia do mundo".
Em março de 2015 a Feld Entertainment comunicou que não iria mais apresentar seus 13 elefantes asiáticos das apresentações itinerantes à partir de 2018, dedicando-se a causa ambiental que procura preservar o elefante, ameaçado de extinção. Segundo a própria companhia, seria a maior mudança da longa trajetória do circo. A decisão ocorreu após pressão por parte de organizações de direitos dos animais. Em janeiro de 2016 um novo comunicado informou sobre a decisão de antecipar a aposentadoria dos elefantes para maio de 2016.
O último espetáculo do circo foi em 21 de maio de 2017.